# Mohammed ben Nazar
 (novembre 2021).
Si vous disposez d'ouvrages ou d'articles de référence ou si vous connaissez des sites web de qualité traitant du thème abordé ici, merci de compléter l'article en donnant les références utiles à sa vérifiabilité et en les liant à la section « Notes et références ».
Muhammad ibn Nasr, Mohammed ben Nazar, Mohammed Ier de Grenade ou Abû `Abd Allâh “al-'Ahmar” Muhammad ibn Yûsuf ibn Nasr
surnommé Al-'Ahmar (Le rouge, El Rojo) à cause de sa barbe rousse (Qal'at Aryuna, auj. Arjona (Espagne), 1194 - Grenade (Espagne), 1273) est le fondateur de la dynastie arabe des Nasrides du nom de son grand-père An-Nasr. Il s'est proclamé émir à Arjona en 1232. Il conquiert Grenade en 1238 et y fonde l'émirat de Grenade, dernier État musulman d'Al-Andalus.

## Biographie
Souvent appelé Al-Ahmar (« Le rouge ») et surnommé Al-Ghâlib (« le vainqueur ») qui descendrait du médinois Sa`d ibn `Ubâda, chef de la tribu des Banu Khazraj au moment de la mort de Mahomet en 632 , Sa famille est originaire de Saragosse mais elle s'est réfugiée en Andalousie lors de la conquête de la cité aragonaise par Alphonse Ier d'Aragon en 1118 et ils s'établirent à Arjona. Il a hérité de son père de terres que, dit on, « il cultivait de ses mains ».
Le lundi 16 juillet 1212 la bataille de Las Navas de Tolosa entre une coalition de circonstance de plusieurs états chrétiens de la péninsule ibérique contre des troupes sous commandement de l'almohade Mohammed an-Nâsir marque le début de la fin de la présence musulmane en Espagne. Mohammed ben Nasr est alors l'un des chefs locaux qui se soulèvent contre les Almohades affaiblis par cette défaite. 
À partir de 1228, Ibn Hud un descendant de la dynastie houdide de Sarragosse, se rend indépendant, convertissant à nouveau Murcie en capitale d'Al-Andalus et en reconquérant la majeure partie d'Al-Andalus sauf la région de Valence. Mohammed ben Nasr se déclare son vassal. En avril 1232, avec l'appui de son oncle Yahya ibn Nasr, il se rebelle contre Ibn Hud et se proclame sultan de la taïfa d'Arjona. Ensuite il conquiert Jaen. Il affronte Ibn Hud pour la possession de Cordoue et de Séville. En 1234, il se déclare vassal de Cordoue, qu'Ibn Hud contrôle alors, pour assurer ses territoires récemment conquis. 
Ferdinand III de Castille prend Cordoue en 1236. Mohammed ben Nasr comprend la menace. Il se rapproche de Ferdinand pour lui proposer son soutien dans la conquête de Séville contre la garantie de garder son indépendance en tant que vassal. Ferdinand accepte et prend Séville.

### Mohammed al-Ghâlib bi-llâh

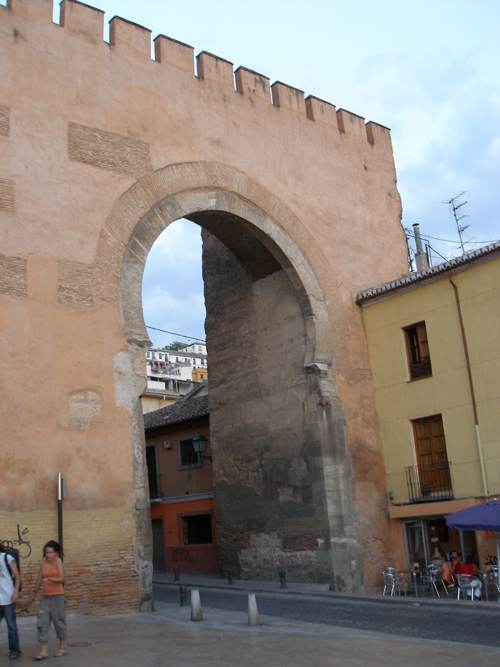
La porte d'Elvire à Grenade

Le mécontentement de la population contre Ibn Hud va croissant à cause des impôts qui servent à payer le tribut dû à Ferdinand III de Castille. Ce mécontentement aboutit au meurtre d'Ibn Hud à Almería. Cela profite à Mohammed ibn Nasr qui conquiert Almeria et Malaga en 1238. Il s'empare des Alpujarras et assiège les villes de Guadix et de Baza jusqu'à ce que, vers le milieu du mois de juin 1238, on lui livre Grenade.
Il entre dans Grenade par la porte d'Elvire (Puerta de Elvira) et occupe l'ancien palais royal (Palacio del Gallo del Viento). Il se proclame roi Mohammed Ier de Grenade et fonde la dynastie nasride.

C'est à son arrivée à Grenade que Mohammed ben Nasr aurait proclamé :

Cette phrase va devenir la devise de la dynastie, et reproduite sur le blason. Cette devise va être répétée à l'envi dans la décoration de tous les palais nasrides construits au cours des deux siècles suivants. La phrase, selon les traducteurs rencontrés, peut être transcrite ainsi : « Et il n'y a pas de vainqueur, sinon Dieu ». Ce cri de victoire a valu son second surnom à Mohammed ben Nasr : Al-Ghâlib bi-llâh (Vainqueur grâce à Dieu).

### Vassal de Castille
En 1243, l'émir de Murcie signe la capitulation de Alcaraz, en acceptant un protectorat des royaumes de Castille et de León. Ainsi, Murcie gagne une forte alliance pour faire face aux Aragonais (de Jacques Ier) et à Mohammed ben Nasr. La Castille, en contrepartie, obtenait un accès à la Mer Méditerranée. Mohammed ben Nasr finit par signer le Pacte de Jaén, un accord avec Ferdinand III par lequel il se déclare vassal de la Castille et Leon et accepte de payer un tribut en échange d'une paix de vingt ans. Il s'engage aussi à prêter main-forte au roi Ferdinand III. En 1248, il met à la disposition de Ferdinand III un important contingent de troupes qui sont intervenues de manière décisive dans la reconquête chrétienne de Séville. 
En 1252, Ferdinand III décède et Alphonse X le Sage lui succède. L'accord de paix avec la Castille est renouvelé. Mais cet accord est cassé en 1264 par Mohammed ben Nasr lui-même, à la suite de la reprise par les castillans de Cadix (en 1260), Jerez et Niebla.
En 1271, Les Mérinides opèrent un débarquement à Tarifa. Malgré un appel à l'aide, le sultan mérinide Abû Yûsuf Ya`qûb est trop occupé par ses campagnes sur le territoire marocain pour venir en aide aux derniers musulmans d'Espagne. Après la mort de Mohammed ben Nasr, cette percée des Mérinides va entraîner de nouvelles guerres entre la Castille, les Nasrides et les Mérinides.

Avant de mourir, Mohammed ben Nasr a laissé comme héritier son fils aîné Abû `Abd Allah Mohammed al-Fâqih qui monte sur le trône en 1273.

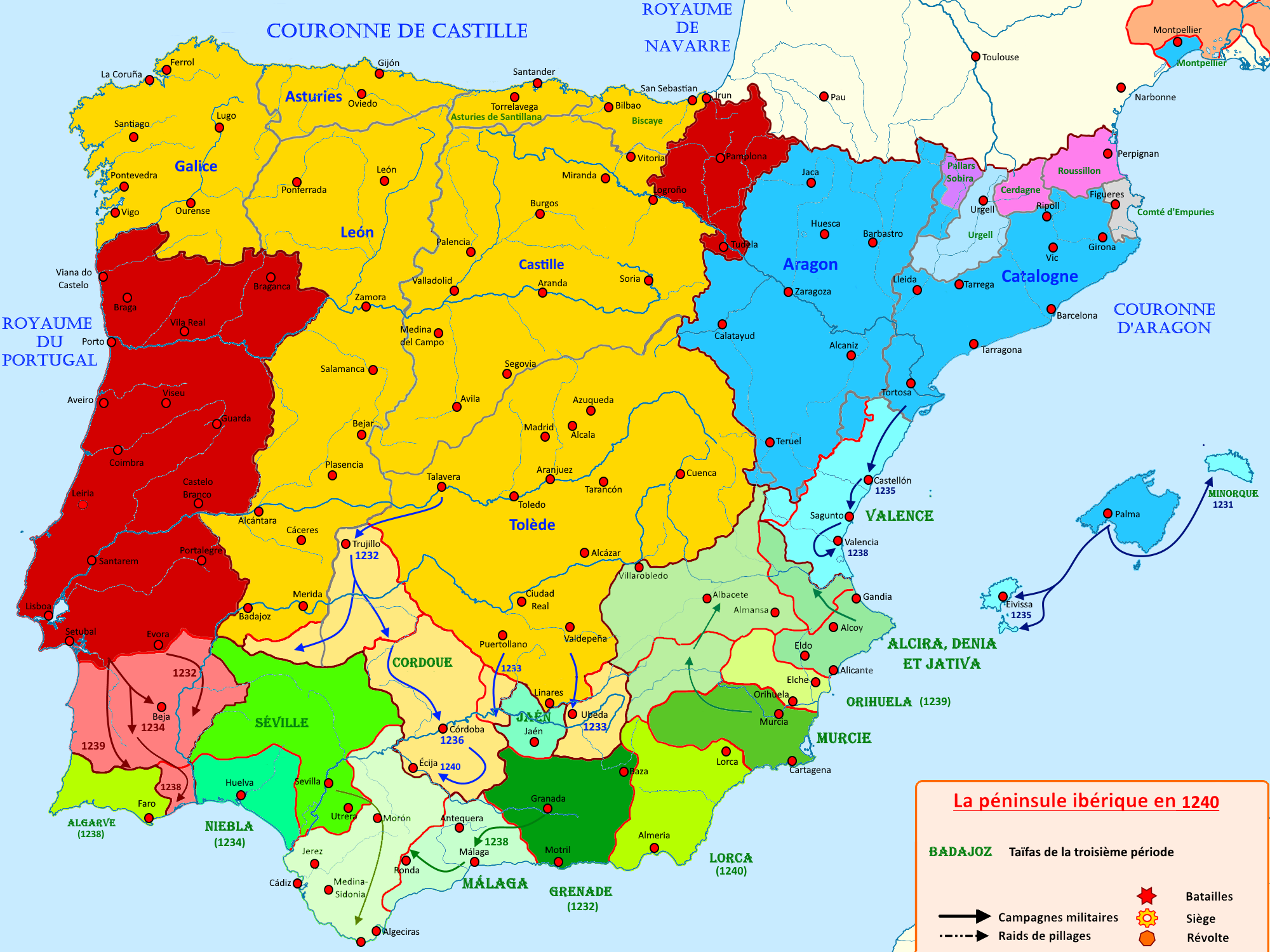
La création de la Taïfa de Grenade en 1238
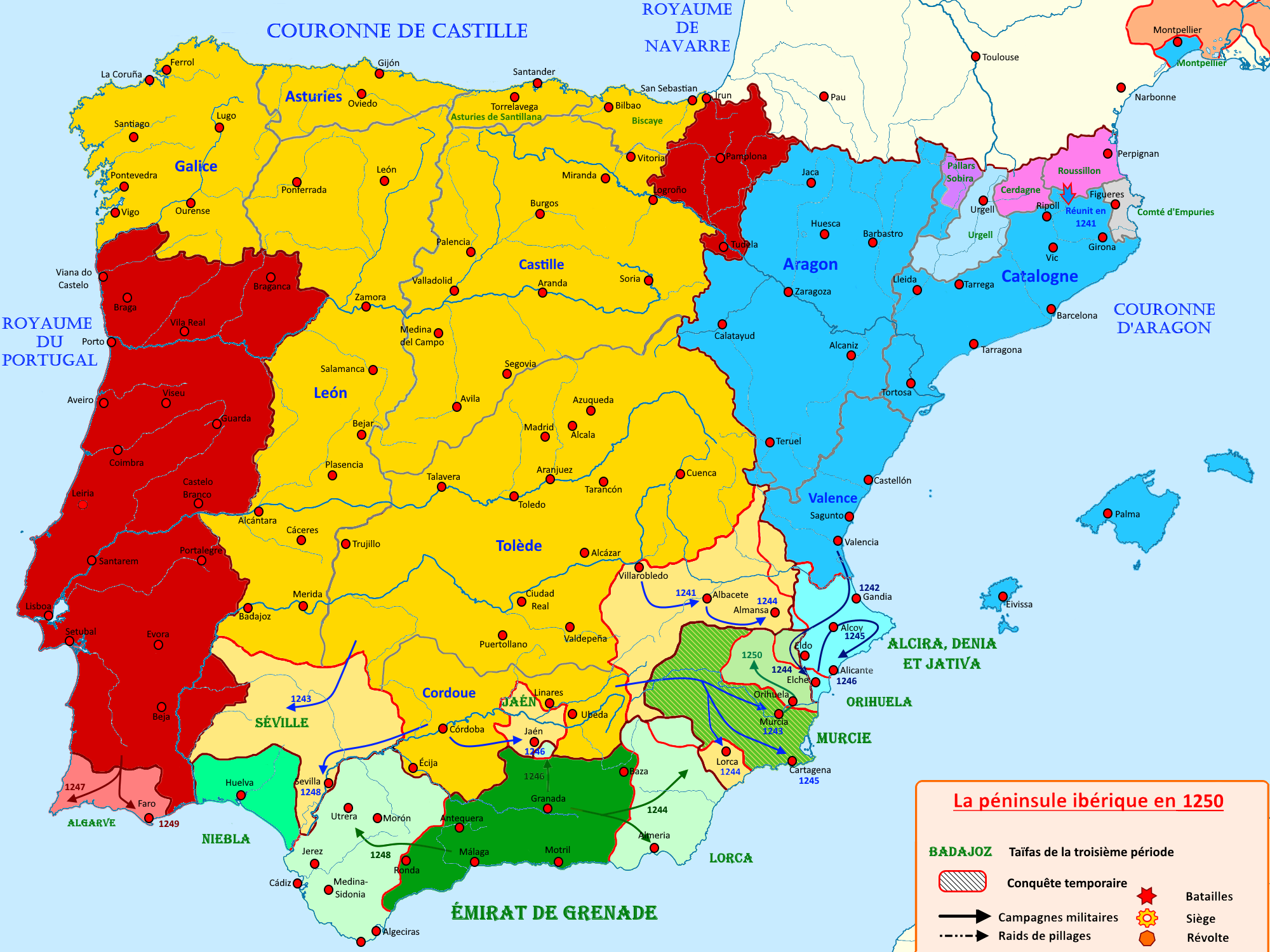
L'expansion de l'émirat de Grenade en 1250
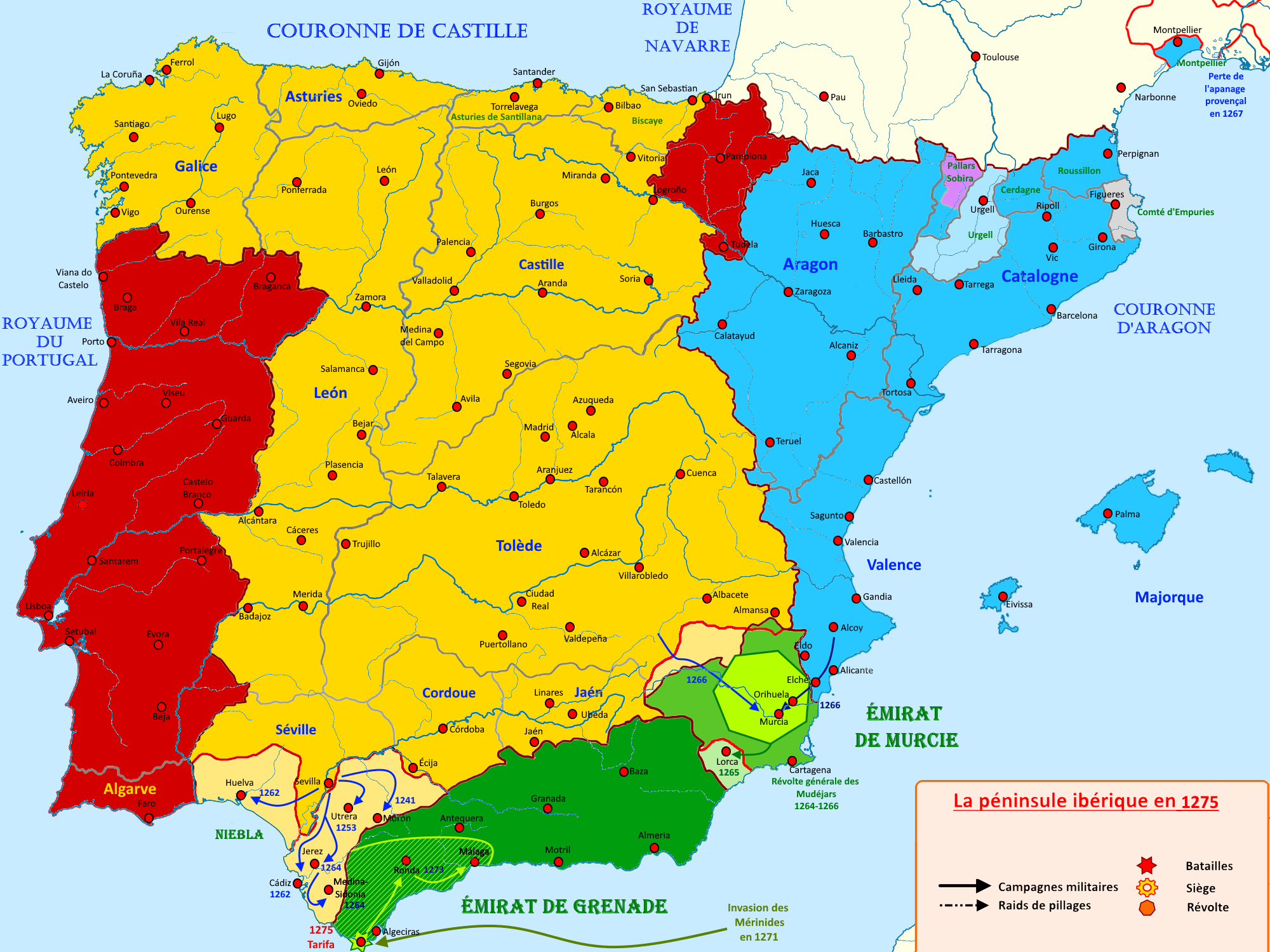
L'irruption des Mérinides en 1273

## Un État de la Renaissance
Les Nasrides auront plus de temps pour asseoir leur structure d'État, et développeront des palais externes au centre de la cité principale, comme au temps du califat occidental. Dès 1238, Mohammed ben Nasr entreprend la construction de l'Alhambra de Grenade, son fils terminera les travaux.
Le royaume de Grenade sera le seul État d'Europe occidentale dirigé par une dynastie de confession islamique, contemporain de la Renaissance.
Du point de vue religieux, les Nasrides vont délaisser le soufisme et l'ascétisme des Almoravides et des Almohades pour adopter le rite Malékite qui est maintenant le rite adopté par la majorité des musulmans du Maghreb[réf. nécessaire].